# Tamba-yaki
Le Tamba-yaki (丹波焼), appelé aussi Tamba-Tachikui-yaki (丹波立杭焼), est un style de céramique japonaise originaire de la ville de Sasayama dans la préfecture de Hyōgo, au Japon. Faisant partie des Six Anciens Fours, le style Tamba est parmi les plus anciens de l'archipel nippon.

## Nom

Ancienne province de Tanba.

Le style Tamba dérive du nom de la ville de Tanba-Sasayama. Le terme « Tamba » fait référence au nom d'une ancienne province : la province de Tanba, devenue la préfecture de Hyōgo.

## Histoire
Située près de la ville d'Osaka, Sasayama est le siège de la majorité de la production Tamba. Celle-ci est apparue sûrement durant l'époque Kamakura. D'autres sources cependant font remonter son apparition à l'époque Heian. On dit que le quartier de Tachikui dans la ville de Konda, situé dans la partie sud-ouest de Sasayama, est le lieu même où les articles de Tamba ont été créés.
La céramique Tamba s'est rapidement étendue dans tout le Japon et était utilisée en raison de sa réputation de solidité. Le style a rapidement évolué et a subi de nombreux changements et de nombreuses permutations, particulièrement depuis le XVIe siècle. Aujourd'hui une école apprend à des étudiants le style de céramique Tamba : il s'agit de l'école Sue no Sato.
À la fin de l'époque Azuchi Momoyama (1573–1603), les potiers inventèrent une nouvelle sorte de four. Ces nouvelles inventions, appelées noborigama, leur ont permis de produire une nouvelle variété de céramiques. Au début de l'époque d'Edo (1603-1868), la région a commencé à exporter une grande quantité de poterie pour les seigneurs féodaux. Les conseils d'Enshu Kobori montrent à cette époque que la cérémonie du thé devenait de plus en plus importante et que les potiers locaux recevaient un nombre record de commandes. La fin de l'époque d'Edo voit l'apparition également de nombreuses nouvelles techniques. 
La technologie de raffinage de l'argile rend la céramique alors chère, largement accessible à tous. Les nouvelles céramiques de Sasayama présente alors une nouvelle couleur, un vitrage rouge foncé, très différent des modèles précédents. Au contraire des habitudes de l'époque, où les poteries étaient de nombreuses couleurs différentes, c'était assez innovant à l'époque. Différentes régions du Japon étaient principalement associées à un seul motif de vitrage et le Tomba-yaki a cassé cette vision de la céramique. Néanmoins, le Tamba-yaki n'était plus que vendu régionalement au début du XXe siècle. Mais le mouvement des arts et métiers japonais créa un nouvel essor pour la poterie rustique. Alors que de nombreux critiques d'art critiquaient autrefois le Tamba-Yaki pour ses imperfections perçues, les gens ont ensuite commencé à l'apprécier pour sa saveur locale. De fait, ce mouvement est la raison pour laquelle il jouit d'une telle popularité nationale à l'ère moderne. De nombreuses pièces de Tamba-yaki sont devenues de précieux art yakimono. La simplicité du style s'est cependant perpétué malgré toutes les évolutions, à travers les âges.
La région de Sasayama est réputée au Japon comme étant l'un des endroits aux traditions artistiques les plus grandes. Le style Tamba bénéficie ainsi de cette popularité et possède une notoriété assez élevée, ce qui justifie la présence dans des grands musées des céramiques de style Tamba,.

## Particularités

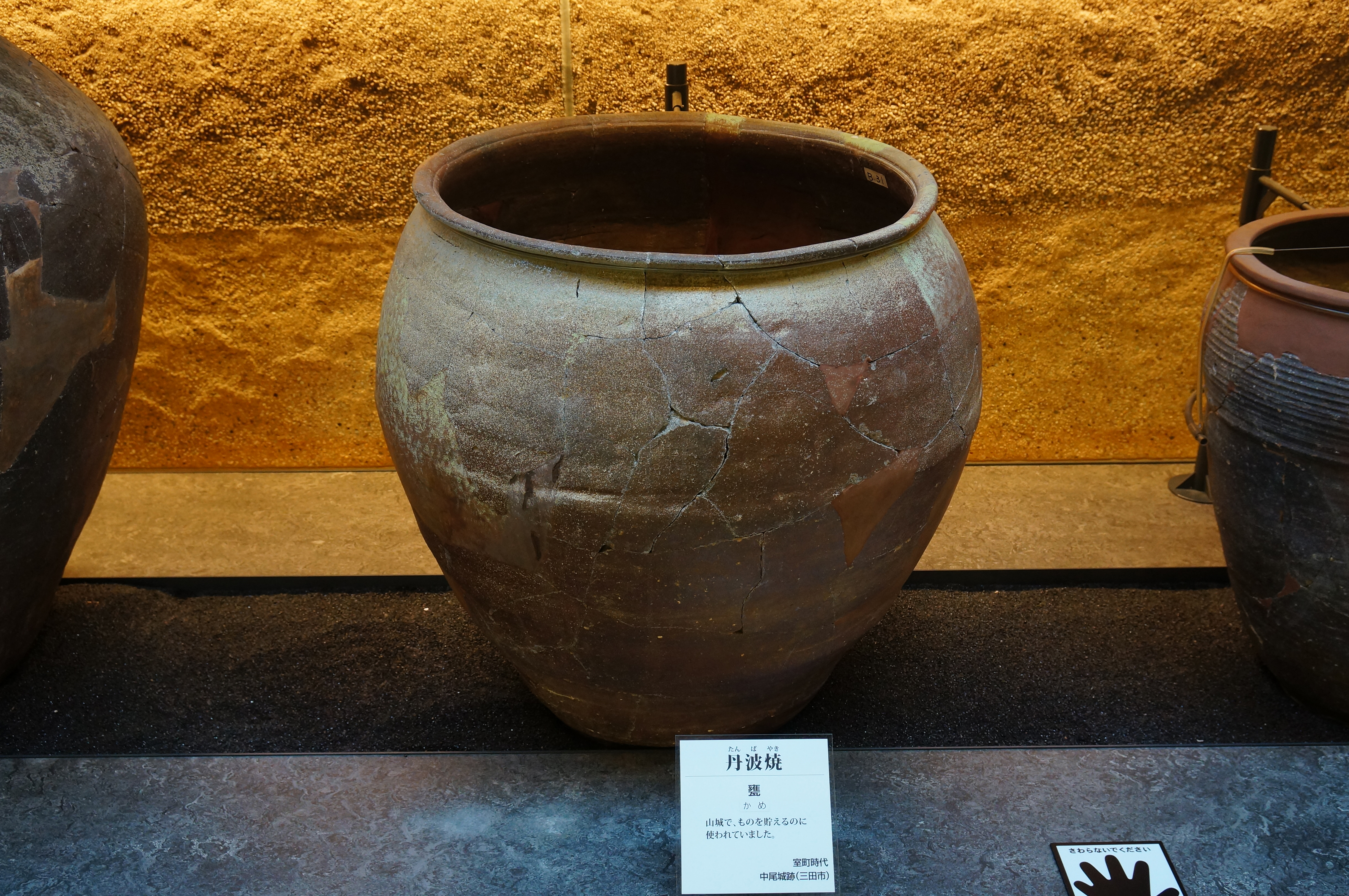
Vase de style Tamba, musée préfectoral d'archéologie de Hyōgo.

Historiquement, la plupart des pièces de yakimono de Tamba étaient des bocaux ou des vases de rangement. L'argile à partir de laquelle ils ont été fabriqués est riche en fer, ce qui explique sa couleur rouge caractéristique. Les artistes de la région de Tachikui sont également devenus célèbres pour la technique de traînée de glissement ou démangeaison qui leur permet de marquer les bouteilles de saké pour indiquer à qui elles appartiennent. Certaines de ces marques sont des œuvres d'art à part entière et ressemblent visuellement à la technique d'un sceau.
Aujourd'hui, les articles Tamba sont produits avec des émaux naturels et appliqués. L'émail goutte à goutte est une caractéristique commune du style terreux Tamba.

## Controverses
Un débat récent porte sur les pièces récentes de Tamba Yaki. Certains les refusent comme pièces de style Tamba, tandis que d'autre les acceptent pleinement. La plupart des collectionneurs cependant ne s'en soucient pas vraiment. Certaines personnes se consacrent à certaines époques tandis que d'autres collectionnent des pièces d'une grande variété de périodes.